# Kasteel van Campagne
Het Kasteel van Campagne (Frans: Château de Campagne) is een kasteel in de Franse gemeente Campagne. Het kasteel is een beschermd historisch monument sinds 2001.

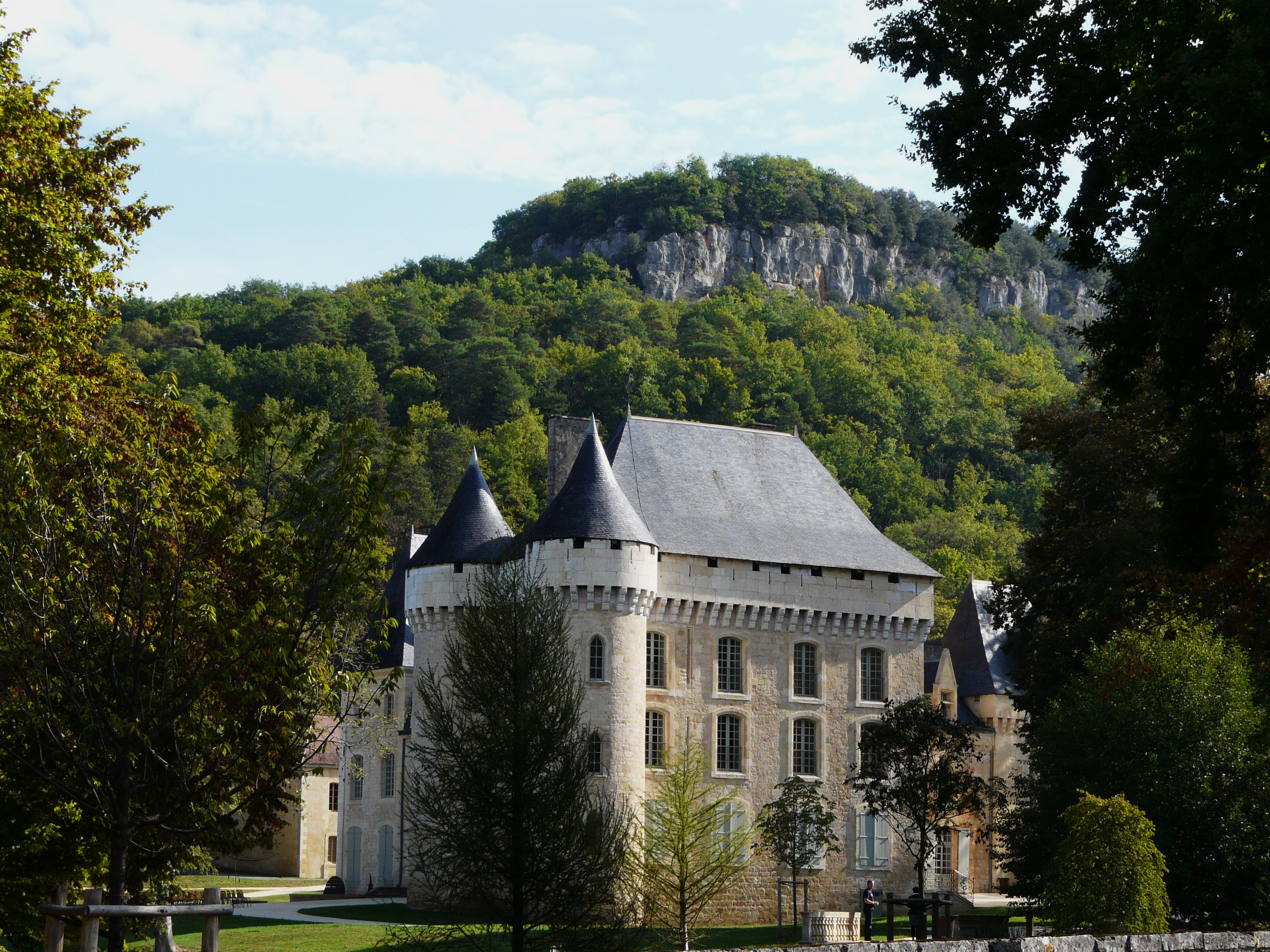
Het kasteel en de kliffen van Campagne, gezien vanuit het zuidwesten.